# معركة بورت ليوتي
معركة بورت ليوتي أو إجتياح القنيطرة هي مواجهة عسكرية وقعت في 8 نوفمبر عام 1942 في مدينة القنيطرة في المغرب، والتي كانت تعرف آنذاك باسم مدينة بورت ليوتي أثناء فترة الحماية الفرنسية على المغرب.
انتهت المعركة باستيلاء القوات الأمريكية على مدينة بورت ليوتي واحتلالها، ثُم اجتياح القوات الفرنسية لها بعد أكثر من يومين من القتال العنيف.

## الأهداف
كان الهجوم الذي شنته قوات الولايات المتحدة الأمريكية على مدينة بورت ليوتي في المغرب جزءًا من أهداف فرقة العمل الغربية ضمن عملية الشعلة، وهي عملية إنزال كبيرة قام بها الحلفاء للسيطرة على منطقة شمال إفريقيا الواقعة تحت سيطرة فرنسا الموالية لألمانيا في الحرب العالمية الثانية. وخلال هذه العملية، تم تكليف فريق العمل الفرعي بتأمين ميناء بورت ليوتي. وكان للهجوم ثلاثة أهداف رئيسية، وهي:
- الاستيلاء على شاطئ مدينة المهدية.
- الاستيلاء على قلعة قصبة المهدية التي كانت تؤمن مصب النهر.
- تأمين المجال الجوي.

كان الجنرال الأمريكي دوايت دي أيزنهاور قد كُلف بقيادة العملية، وكانت فرقة العمل الغربية تحت قيادة الجنرال الأمريكي جورج س. باتون، بينما كانت فرقة العمل الفرعية تحت قيادة الجنرال لوشين تراسكات.

## ما قبل المعركة
قبل عمليات الإنزال في المغرب الفرنسي، وبعد انزلاق فرنسا في الحرب العالمية الثانية، احتفظت وزارة الخارجية الأمريكية في شمال إفريقيا الفرنسية بعدد كبير بشكل غير عادي من المسؤولين القنصليين المتميزين. كانت هذه المجموعة تحت قيادة السيد روبرت مورفي الذي سيصبح في وقت لاحق المستشار السياسي للجنرال دوايت أيزنهاور. حصل الجيش الأمريكي من هذه المصادر، وأيضًا من الملحق العسكري الأمريكي في مدينة طنجة، على الكثير من المعلومات التفصيلية المتعلقة بالأوضاع في المغرب والتي تم الاتصال على أساسها مع فرنسيين موالين للحلفاء ممن عارضوا لنظام فيليب بيتان أو ما عُرف باسم فرنسا الفيشية ولم يكونوا ميالين لقوات المحور.
استعانت القوات الأمريكية بعميلين تم تهريبهما إلى لندن، وهما الإنجليزي كارل فيكتور كلوبيت والفرنسي رينيه مالفيرجن، حيث كان لدى كلوبيت معرفة عميقة بالموانئ والشواطئ والدفاعات الساحلية على طول الساحل المغربي بأكمله نظرًا لمعيشته في مدينة الدار البيضاء لأكثر من 12 عامًا وكونه على اتصالات وثيقة بعمليات الإنقاذ هناك، بينما كان مالفيرجن على دراية بكل منعطف وحانة في محيط نهر سيبو، وعرف كل السفن التي كانت تعمل في التجارة الساحلية هناك، وقدم معلومات مهمة بشأن المشاعر السياسية المؤيدة للنازية والتي كانت أقوى في منطقة بورت ليوتي من أي جزء آخر المغرب.

### التحضير للمعركة
تولى الجنرال لوشين تراسكات ومعاونيه في لندن وضع الخطوط العريضة لخطط الهجوم على ميناء بورت ليوتي، وكان الاستيلاء على المحطة الجوية البحرية في بورت ليوتي هو المهمة الأساسية. وكانت فرق المشاة والمدرعات القتالية آتية من مدينة فورت براغ بولاية كارولينا الشمالية، والتي تألفت في المقام الأول من فرقة المشاة التاسعة الأمريكية، ومن فوج المشاة الستين.
وكان الأفراد والمركبات التي تألفت منها القوة "جولبوست" المكلفة بشن الهجوم اعتبارًا من 22 أكتوبر عام 1942، على النحو الموضح بالجدول التالي:
| الوحدة                                                  | عدد الأفراد | عدد المركبات |
| ------------------------------------------------------- | ----------- | ------------ |
| فرقة المشاة التاسعة، فوج المشاة الستين، الكتيبة الأولى  | 1345        | 118          |
| فرقة المشاة التاسعة، فوج المشاة الستين، الكتيبة الثانية | 1268        | 117          |
| فرقة المشاة التاسعة، فوج المشاة الستين، الكتيبة الثالثة | 1461        | 118          |
| قوات مشاة أخرى                                          | 1318        | 224          |
| فريق الإنزال المدرع 66، الكتيبة الأولى، الفوج 66 مدرع   | 919         | 163          |
| سلاح الدعم الجوي الثاني عشر                             | 1936        | 103          |
| قوات المدفعية الساحلية 662 و697                         | 448         | 0            |
| سرية الهندسة الطبوغرافية رقم 66                         | 5           | 0            |
| كتيبة الإشارة المدرعة الأولى                            | 3           | 1            |
| سرية الإشارة التاسعة                                    | 68          | 10           |
| سرية الإشارة رقم 122                                    | 26          | 4            |
| سرية الإشارة رقم 163                                    | 6           | 1            |
| سرية الإشارة رقم 239                                    | 35          | 4            |
| الكتيبة الطبية السادسة والخمسين                         | 36          | 0            |
| مفرزة تشغيل محطة البث الثانية                           | 30          | 5            |
| مجموعة مكافحة التجسس                                    | 16          | 0            |
| مجموعة استجواب الأسرى                                   | 21          | 0            |
| موظفون عموميون مدنيون                                   | 4           | 0            |
| قوات متمركزة                                            | 46          | 10           |
| غواصات                                                  | 30          | 0            |
| خبراء تعطيل القواعد البحرية                             | 40          | 0            |
| أفراد البحرية                                           | 18          | 0            |
| المجموع                                                 | 9079        | 881          |

### الخدمات اللوجستية
أدركت القوات الأمريكية في وقت مبكر أنه لا توجد أرصفة كافية في ميناء المغادرة للسماح لكل فرقة العمل الغربية بالتحميل والإبحار في وقت واحد، وبالتالي يتعين على فريق عمل فرعي واحد التحميل مبكرًا، قبل أسبوع كامل من الإبحار. كان الفوج 60 والكتيبة القتالية الأولى من الفوج 66 مدرع منظمين بشكل جيد وكانوا جميعًا مدربين جيدًا كما كان متوقعًا، وكان تدريبهم يشمل بعض التدريبات البرمائية. عُقد مؤتمر قادة القوات الأمريكية في 14 أكتوبر عام 1942 في العاصمة الأمريكية واشنطن بمُشاركة الجنرال جورج باتون. ولوحظ أن الإشارة المضادة للهجوم لم يتم وضعها بعد لأغراض تحديد الهوية أثناء العمليات. اقترح أحد القادة الأمريكيين استخدام عبارة "جورج باتون" كإشارة لبدء الهجوم وقد قوبلت بالموافقة بالإجماع، بحيث كان المقاتل ينطق بالإسم الأول "جورج"، وإذا كان الجندي المقابل له صديقًا يجيب بنطق كلمة "باتون". وفي ليلة 15 أكتوبر عام 1942، أرسلت القوات والمعدات المجهزة لبدء الهجوم، ثُم تم تحميل بعض التجهيزات الأخيرة في 16 أكتوبر عام 1942، وفي الساعة 13:40 من ذلك اليوم، أبحرت فرقة العمل الفرعية إلى منطقة جزر سليمان الواقعة في خليج تشيسابيك حيث خضعت القوات الأمريكية لتدريب تمهيدي.
لم يكن مسموحًا بإجراء اختبارات إطلاق النار البحري أو الدعم الجوي على الشواطئ في جزر سليمان، إلا أن القوات الأمريكية كانت تركز بشكل أساسي على اختبارات الاتصالات. وفي 17 أكتوبر عام 1942، بدا أن جميع التدريبات التمهيدية تسير وفقًا للخطة، فبدأت وسائل نقل القوات تسير مع زوارق الإنزال، إلى أن أبلغ العقيد ديماس ت. كراو من إحدى السفن أن قبطان السفينة رفض تعليق أي شباك أو إنزال أي مركب، موضحًا أن طاقمه لم يكن مدربًا بشكل كافٍ للذهاب في الرحلة الاستكشافية. وبعد أن زار الجنرال لوشين تراسكات قبطان السفينة لفترة من الوقت، وأبلغه أن حالة التدريب والإعداد غير الكافية معروفة، وبالتالي فإن رفضه لن يكون له أي تأثير على العملية ككل. ورضخ القبطان بالفعل، وبدأ التدريب على تلك السفينة. وفي اليوم التالي بدأت القوات رحلتها إلى شمال إفريقيا.

### دعم بورت ليوتي
كانت منطقة بورت ليوتي الواقعة في منحنى على نهر سيبو تحتوي على قاعدة بحرية بها مدارج خرسانية وحظائر تطل على المسطحات المنخفضة المجاورة للنهر وتبعد حوالي خمسة أميال من شواطئ الإنزال وحوالي تسعة أميال فوق النهر الضحل ومع وجود الحد الأقصى للعمق حتى في حالات المد والجزر القصوى خلال شهر نوفمبر أدى إلى تقييد الوصول إلى السفن التي لم يكن يزيد ارتفاعها عن 19 قدمًا (5.8 مترًا). كان التخطيط المبكر قد وضع تصورًا لطائرات الدعم القادمة من جبل طارق، والتي ستهبط في الميدان بعد الاستيلاء على المدينة، ودعت الخطط لاحقًا إلى إطلاق الطائرات من حاملة الطائرات المساعدة يو إس إس شينانغو.
عالج المخططون العسكريون مسألة إمداد الطائرات بالوقود والذخائر مباشرة عن طريق قاعدة نهر سيبو المخصصة لرسو السفن في الميناء. استقر البحث عن سفينة مخصصة للمياه الضحلة في هندوراس كانت مسجلة باسم كونتيسة إس إس، وهي سفينة شحن وركاب تابعة لشركة ستاندرد فروت أند ستيمشب، كانت قد أنشئت في عام 1930، وكانت تعمل بين موانئ البحر الكاريبي والولايات المتحدة الأمريكية. تم تفويض إدارة شحن الحرب لتولي جميع عمليات الشحن المحيطية. استحوذت على شركة كونتيسا للخدمة الحربية في 29 مايو 1942 مع شركة ستاندرد فروت كوكيل تشغيل لها. تم استئجار كونتيسا في اللحظة الأخيرة لإجراء العملية.
ووفقًا لما ورد في مقالة شهيرة نُشرت على صفحات إحدى المجلات بعد عام من المعركة، فقد تم إرسال رسالة إلى قائد السفينة النقيب ويليام ه. جون للذهاب إلى نيوبورت نيوز للقيام بمهمة حرب سرية. كان مضيف السفينة رجلاً ملونًا أمضى ساعات فراغه في محاولة لإنقاذ أرواح الطاقم والنصف الآخر يصلي من أجل رفاهية كونتيسا. وكان القارب مليئًا بالصدأ يقترب من نهاية عمره الافتراضية كما كانت معدات إزالة المغنطة الخاصة به قد اختفت.
وصلت سفينة الكونتيسا إس إس إلى ميناء مدينة نورفولك بينما كان الأسطول الأمريكي يستعد للإبحار إلى شمال أفريقيا. كانت السفينة في حالة تسريب بسبب وجود بعض المشكلات في محركها مما تطلب رصيفًا جافًا فوريًا، وكان من المتوقع أن يستغرق إصلاح هذه الأعطال عدة أيام، ولكن بعد بذل جهد غير عادي تم إصلاح السفينة في وقت قياسي. كان الكثير من أفراد الطاقم قد غادر المدينة في أثناء ذلك إذ كانوا متوقعين أن يستغرق إصلاح السفينة زمنا أطول. وبعد ثلاثة أيام، تمت الاستعانة بطاقم من المتطوعين من لواء بحري محلي بعد إطلاق سراحهم من مخالفات بسيطة لتشغيل السفينة، وانطلقت السفينة بالفعل في الساعات الأولى من يوم 27 أكتوبر في اندفاعة بدون حراسة عبر المحيط الأطلسي للانضمام إلى الأسطول الأمريكي المهاجم. تمكنت الكونتيسا إس إس، المحملة بنحو 738 طناً فقط من الوقود والزخيرة من تجاوز الأسطول الأمريكي في 7 نوفمبر من عام 1943.

## المعركة

### 7 نوفمبر
وصلت مجموعة الهجوم الشمالي وفرقة العمل الفرعية جولبوست قبالة شواطئ مدينة المهدية في المغرب ، قبل منتصف ليل يوم 8 نوفمبر 1942 بقليل، أي في يوم 7 نوفمبر 1942. اتخذ كل من البارجة تكساس والطراد الخفيف سافانا محطة بحرية لهما في شمال وجنوب شواطئ الإنزال. وكانت سفن النقل قد فقدت تشكيلها ولم تستعده عند الاقتراب من الجزء الأخير من شواطئ المغرب، بينما كانت بعض سفن الإنزال التابعة للقوات الأمريكية وهي خمس سفن تحمل أولاً قوات من الثلاثة الأخرى، وكان البحث مرتبكًا للغاية مما تسبب في تأخير تشكيل موجات الإنزال الفعلي، وحتى الجنرال تراسكات ظل ينتقل من وسيلة نقل إلى أخرى ووافق على تأجيل الإنزال من الساعة 04:00 إلى 04:30. كانت رسائل الرئيس فرانكلين روزفلت والجنرال أيزنهاور قد تم بثها بالفعل من لندن قبل ذلك بكثير، وكانت عمليات الإنزال في البحر الأبيض المتوسط متقدمة بشكل جيد قبل أن تبدأ عمليات الإنزال على سواحل مدينة المهدية مما أفقد القوات الأمريكية فرصة الاستفادة من عنصر المفاجأة.
كانت الدفاعات الفرنسية القائمة في مدينة المهدية قليلة الحراسة، حيث قامت أطقم البحرية الفرنسية بتشغيل مدفعين من العيار 5 بوصات (130 ملم) في مواقع محمية على طول سواحل قرية المهدية وفي محيط قلعة قصبة المهدية. لم يحتل الحصن أكثر من 70 رجلاً عندما بدأ الهجوم، ثُم تم تركيب مدفعين عيار 75 ملم (2.95 بوصة) على عربات مسطحة على خط السكة الحديد الذي يسير بجانب النهر عند قاعدة المنحدر الذي تقع عليه قلعة قصبة المهدية، وأحضرت مجموعة ثانية مكونة من أربع بنادق عيار 75 ملم بعد أن بدأ الهجوم في جزء يقع على أرض مرتفعة على طول الطريق الواصل من مدينة المهدية وحتى مدينة بورت ليوتي، كما وضعت مجموعة أخرى مكونة من أربعة بنادق عيار 155 ملم (6.1 بوصة) على التل الواقع غربي مدينة بورت ليوتي وفي المنطقة الواقعة جنوب غرب المطار. تولت مجموعة واحدة مهمة الدفاع عن المطار باستخدام الأسلحة المضادة للطائرات. وتألفت فرقة المشاة من الفوج الأول للمشاة المغربية والكتيبة الثامنة تابور (كتيبة) من القوم، ثُم انسحبت مجموعة واحدة تألفت من تسعة بنادق عيار 25 ملم (0.98 بوصة) من أفواج مشاة أخرى وأكملت المعركة كتيبة واحدة فقط من المهندسين كقوة دفاعية. أرسلت التعزيزات لاحتلال التحصينات ومواقع المدافع الرشاشة التي منعت الاقتراب من المدافع الساحلية والحصن لاحتلال مواقع دفاعية واقعة فوق التلال الموجودة شرق البحيرة.

### 8 نوفمبر
مع شروق صباح يوم الثامن من نوفمبر من عام 1942، ذهب العقيد ديماس ت. كراو والرائد بيربونت م. هاميلتون بسيارة جيب من عملية إنزال مبكرة على الشاطئ، إلى ميناء ليوتي للتشاور مع القائد الفرنسي الكولونيل شارل بيتي. كان من المقرر أن يعطيه المبعوثون خطابًا دبلوماسيًا على أمل منع بدء أي أعمال عدائية، فذهبوا إلى الشاطئ كانت نيران المجموعات الساحلية والسفن الحربية وقصف الطائرات الفرنسية قد بدأت، وقامت القوات الفرنسية القائمة بالقرب من قلعة قصبة المهدية بتوجيههم نحو ميناء مدينة بورت ليوتي، ولكن عندما اقتربوا من المدينة رافعين علم الهدنة، أوقفهم مدفع رشاش فرنسي عند مفترق طريق استيطاني، بإطلاق نيران قريبة مما أسفر عن مقتل الكولونيل كرو، ثم نُقل الرائد هاميلتون إلى مقر الكولونيل بيتي، حيث لم يتلقى بعد استقباله أي رد قاطع. كان الرأي السائد في المقر الفرنسي في مدينة بورت ليوتي يميل للتعاطف مع قضية الحلفاء وكراهية القتال الدائر في ذلك الوقت، وما كان ينقص فقط هو إذن من رئيس العقيد شارل بيتي لوقف القتال. وفي انتظار استلام مثل هذا الإذن، واصل الفرنسيون في مدينة بورت ليوتي قتال وحدات فوج المشاة الستين التي بدأت في إنزال القوات والإمدادات من سفنهم قبالة الساحل المغربي. وبدأت الموجة الأولى من زوارق الإنزال بالدوران والتجمع معًا استعدادًا للغزو الوشيك، ولكن لسوء الحظ، وفي ظل حالة من الارتباك تخللت عملية الإنزال، تأخرت الموجة الأولى أثناء بحثها عن الإرشادات التي تقودها إلى الخط الساحلي، ومن هنا ضغطت الموجة الثانية على الشاطئ كما هو مخطط لها في الوقت المحدد. وما أن بدأت الموجة الثانية هجومها، حتى بدأت الموجة الأولى تنطلق نحو أهدافها، فسادت حالة من الارتباك أثناء عملية الإنزال. وبمجرد وصول الموجة الأولى إلى الشاطئ، بدأ المدافعون الفرنسيون في مقاومة نيران الأسلحة الصغيرة وكذلك نيران المدافع من أعلى قلعة قصبة المهدية التي تطل على المنطقة. حقق الفوج رقم 60 على مدار اليوم الأول هدفه الأول المتمثل في تأمين الشاطئ، لكنه لم يؤمن أهدافه الأخرى. وكانت ليلة الثامن من نوفمبر ذلك العام عاصفة، فكان الرجال يحاولون الراحة في أي مكان، واندفع الكثير من الرجال عبر الظلام للعثور على وحداتهم.

### 9 نوفمبر
بدأت القوات الأمريكية في اليوم الثاني في شن هجمات أخرى ضد قلعة قصبة المهدية، وتم الاستيلاء على الأرض الواقعة حول القلعة وتأمينها، إلا أن القلعة نفسها كانت لا تزال تدافع عن نفسها بنجاح. وفي نهاية اليوم، تمكن المدافعون الفرنسيون من صد عدد من الهجمات، ولم يُحقق المهاجمون الأمريكيون نجاحًا يُذكر.

### 10 نوفمبر
نجحت القوات الأمريكية أخيرًا في اليوم الثالث من المعركة، والذي وافق 10 نوفمبر عام 1942، في اجتياح قلعة قصبة المهدية والاستيلاء عليها مما أدى إلى نجاحها بشكل نهائي في الاستيلاء على المطار المحلي. وفي عام 1620 دخلت سفينة الكونتيسا إس إس إلى نهر سيبو لتسليم وقود الطائرات والذخيرة للطائرة السادسة والسبعين من طراز بي-40، والتي أطلقتها قاعدة تشينانغو في الصباح ولكنها انحرفت عند مرورها في منطقة قصبة المهدية وكان عليها انتظار ارتفاع المد في صباح يوم 11 نوفمبر عام 1942 لتُبحر من جديد. أدت جميع هذه الانتصارات في النهاية إلى عقد هدنة في 11 نوفمبر عام 1942.

## التداعيات والنتائج

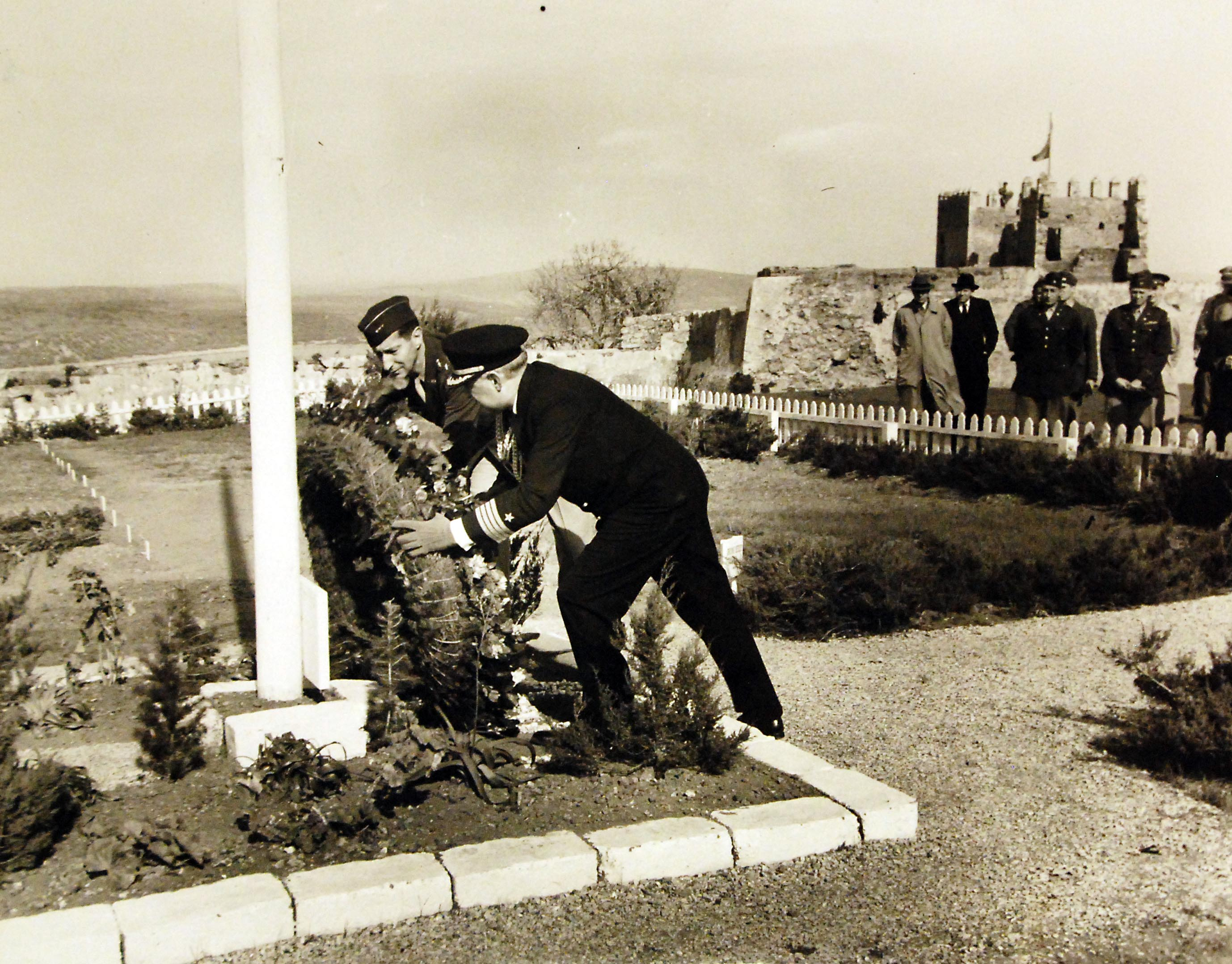
وضع إكليل من الزهور في المقبرة الأمريكية القائمة بالقرب من قلعة قصبة المهدية في مدينة القنيطرة (بورت ليوتي سابقًا) في المغرب عام 1943

بقيت معظم الوحدات المشاركة في المنطقة بعد انتهاء المعركة. وفي يناير عام 1943، زار الرئيس الأمريكي فرانكلين روزفلت المنطقة على سبيل المفاجأة للقوات الأمريكية المتمركزة هناك، وقام بجولة في قصبة المهدية وشاهد المنطقة التي وصلت فيها القوات إلى الشاطئ، ووضع إكليلاً من الزهور في مقبرة صغيرة دفن فيها القتلى الأميركيين تخليداً لذكرى تضحياتهم، وقدم العقيد فريدريك دي روهان للرئيس لمحة عامة عن المعركة نفسها. وفي مدينة الخيام التي أقيمت بالقرب من قصبة المهدية، انتخب الجندي كارل ك. وارنر حاكمًا لمدينة الخيام.
أعلن الجنرال جورج باتون بعد انتهاء المعركة أن معركة بورت ليوتي كانت خطيرة وهامة للغاية، حيث كانت ظروف الشاطئ سيئة، وفُقدت العديد من القوارب في أثناء عملية الإنزال، واستغرق الأمر أكثر من يومين للاستيلاء على الحصن، كما خاض الفرنسيون معركة شجاعة. كما أنشئت بعد انتهاء المعركة مقبرة في المنطقة المجاورة مباشرة لقلعة قصبة المهدية، حيث تم دفن الرجال الذين ماتوا في معركة بورت ليوتي. وفي يناير عام 1943 وضع الجنرال مارك كلارك إكليلاً من الزهور على سارية العلم في المقبرة.